# Cannonova letecká základna
Cannonova letecká základna (anglicky Cannon Air Force Base; kód IATA je CVS, kód ICAO KCVS, kód FAA LID CVS) je vojenská letecká základna letectva Spojených států amerických nacházející se přibližně jedenáct kilometrů jihozápadně od města Clovis ve státě Nové Mexiko. Je domovskou základnou 27. křídla zvláštních operací (27th Special Operations Wing; 27 SOW), které spadá pod Velitelství zvláštních operací vzdušných sil (Air Force Special Operations Command; AFSOC). 27 SOW plánuje a následně provádí vysoce specializované akce za použití pokročilých letounů, taktiky a metod tankování za letu s účelem infiltrovat, zásobovat a po splnění mise evakuovat jednotky z řad zvláštních operací z nepřátelského území. Nad takovými akcemi má zajišťovat dohled a členům zvláštních jednotek poskytovat výzvědné informace za účelem zdárného splnění přidělených úkolů. Křídlo je vybaveno letouny Lockheed MC-130, Lockheed AC-130 "Gunship", V-22 Osprey a dále bezpilotními letouny MQ-1 Predator.
Tato základna byla zprovozněna v roce 1942, tehdy pod názvem „Army Air Base, Clovis“. Později byla pojmenována na počest generála letectva Johna K. Cannona (1892–1955), někdejšího velitele Amerických vzdušných sil v Evropě.